# Средно училище „Св. Паисий Хилендарски“ (Пловдив)
Средно училище „Св. Паисий Хилендарски“ е средно училище в Пловдив, разположена на адрес: ул. „Родопи“ №48, район Централен, в близост до центъра на града. В него се извършва начално образование, основно образование и гимназия.

## История
Сградата на училището е проектирана и построена през 1957 – 1961 г., а откриването е през учебната 1961/62 г. Директор е Георги Делин с колектив от 34 учители и служители. Следващата година училището взема за свой патрон Паисий Хилендарски по повод 200-годишнината от написването на „История славянобългарская“.
През 1965/66 г. настъпват организационни промени и част от учениците, учителите и училищното ръководство се преместват в новооткритото ОУ „Васил Левски".
Училището е наградено през 1986 г. с указ на Държавния съвет на НР България с орден „Св. св. Кирил и Методий“, присъден за постигнати резултати и успехи в учебната дейност. от 1993 г. в училището се въвежда ранно чуждоезиково обучение и се разкриват първите хореографски паралелки.
През 1994/95 г. в училището профилирано обучение след 7-и клас по профилите „Хуманитарен“, „Природоматематичен“ и „Технологичен“. През 1996 г. училището се включва в експеримента на Министерството на образованието и науката, под ръководството на проф. Милко Митрополитски и разкрива специалността „Мениджмънт“.
За принос в развитието на образователното дело на град Пловдив с решение на Общински съвет от 17 май 1996 г., училището е отличено с „Почетен знак“ на град Пловдив.

## Оборудване
Основната сграда е висока 3 етажа и има по 11 класни стаи и 6 кабинета на етаж. Училището разполага със зала за фитнес, включително уреди на открито, два физкултурни салона, 6 баскетболни игрища, 2 волейболни игрища и 3 футболни игрища. Часовете по информатика протичат в четири компютърни кабинета. В допълнение, разполага и с училищен стол, павилион за закуски и бомбоубежище. На трите етажа има музеи на образованието.

## Постижения
Постиженията на СУ „Св. Паисий Хилендарски“ са най-вече в химията, хоровото пеене и физическото възпитание.
През 1986 г. средношколският хор печели златен медал на шестия републикански преглед на европейските хорови състави в град Бекетгаба – Унгария. През 2000 г. за участието си в Националните празници на средношколските хорове „Добри Чинтулов" гр. Сливен хорът е удостоен с грамота и плакет.
През 1994 г. четирима възпитаници на училището се класират на първо място в републиканския кръг на олимпиадата по химия. През 1997 г. други четирима ученици единствени се класират на заключителния кръг на националната олимпиада по химия.